# Grand Canyon Railway

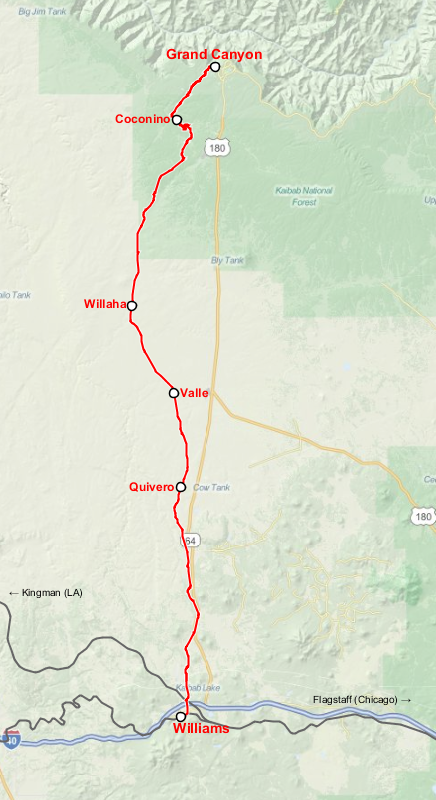
Grand Canyon Railway (interaktiv karta)

Grand Canyon Railway är en veteranjärnväg med trafik mellan Williams och Grand Canyon Village i Grand Canyon National Park i Arizona i USA.
Den 103 kilometer långa järnvägen anlades av Atchison, Topeka and Santa Fe Railway och blev klar 1901. Den ledde till uppkomsten av turism i Grand Canyon, och järnvägsbolaget tog initiativ att anlägga staden Grand Canyon Village för denna turism. Efter bilismens genombrott lades persontrafiken på järnvägen ned 1968, varefter också frakttrafiken lades ned 1974.
Järnvägen köptes av paret Max och Thelma Biegert 1988, varefter efter renovering passagerartrafiken återupptogs 1989. År 2006 övertogs bolaget av Xanterra Parks & Resorts i Denver, Colorado, 
Järnvägen är numera k-märkt. 

## Bildgalleri

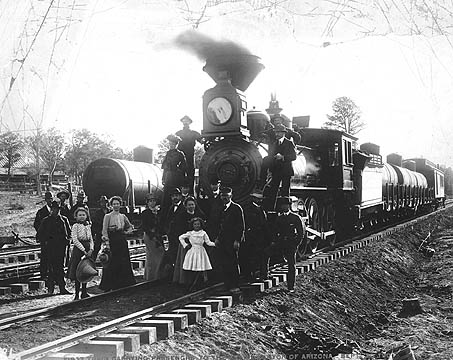
Invigningståg i september 1901
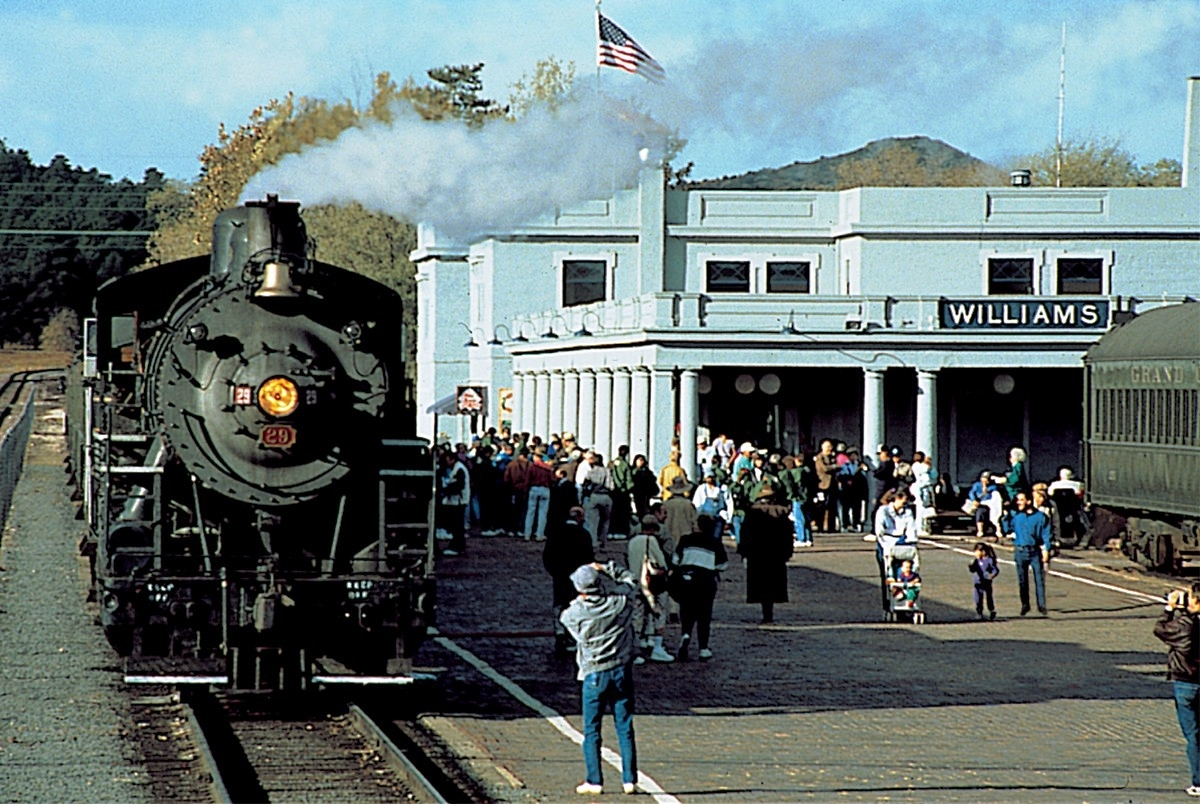
Williams järnvägsstation
Ångloket GCRX 18, 1990s
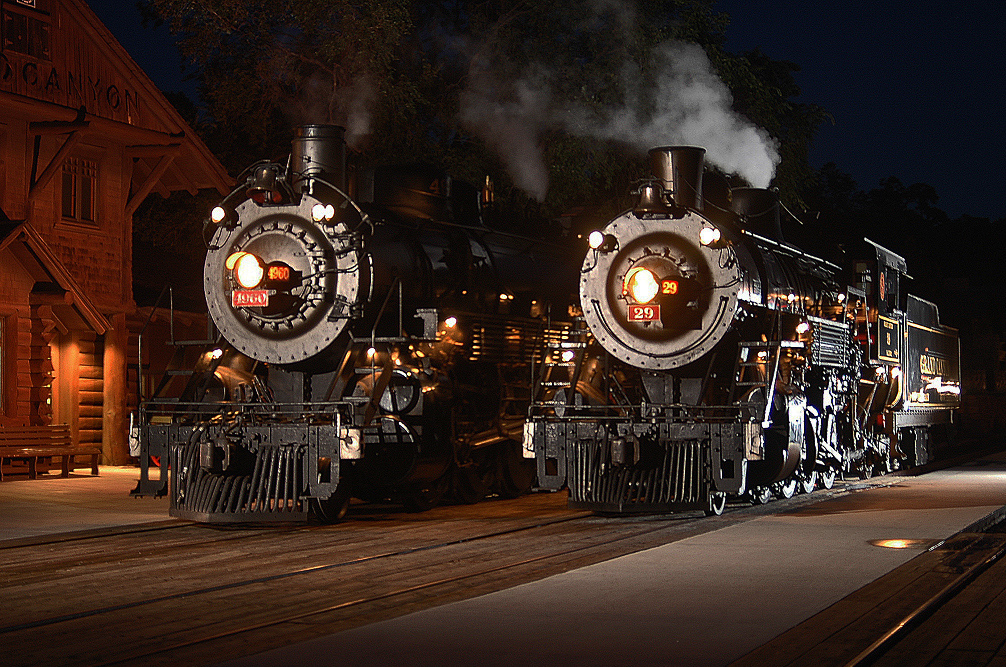
Ångloken Lake Superior and Ishpeming 29 och Chicago Burlington and Quincy No. 4960 vid Grand Canyons järnvägsstation, 2005
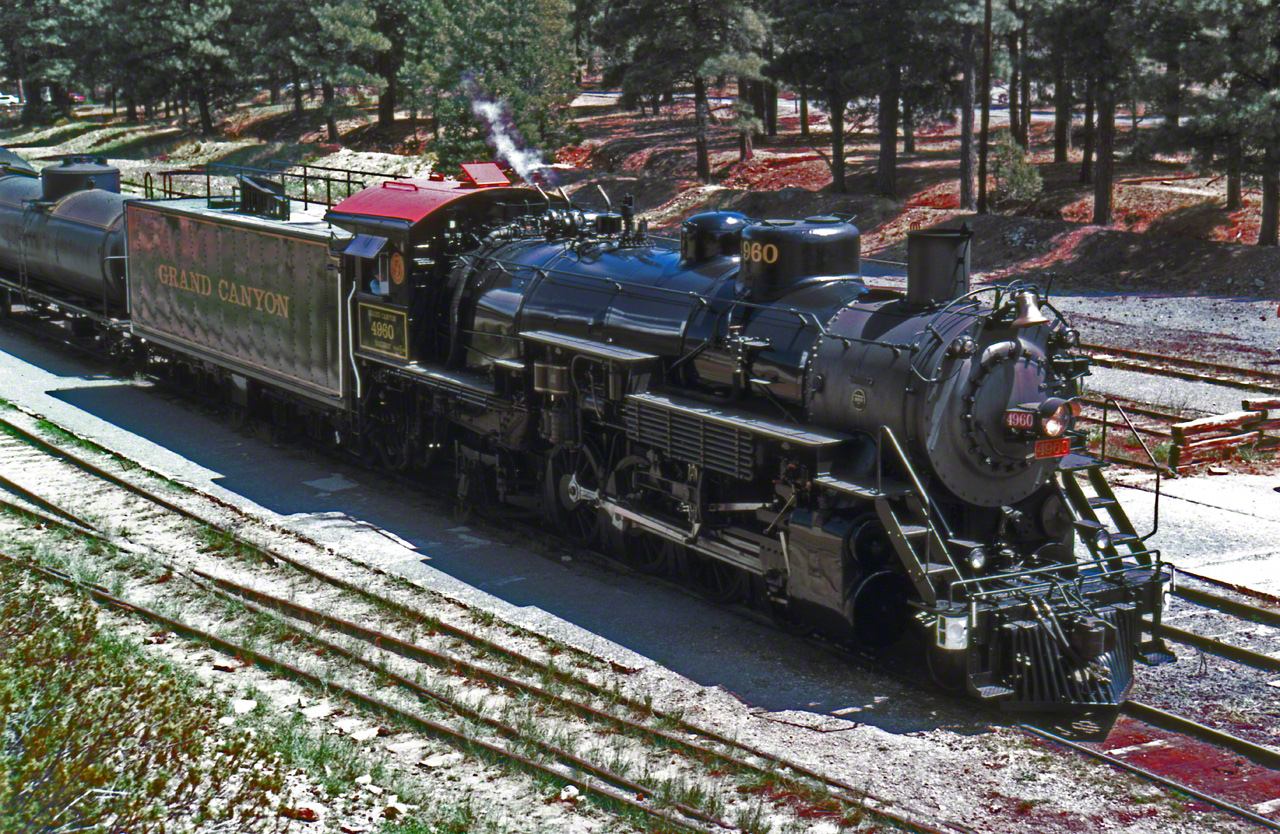
Ångloket GCRX 4960, 1997
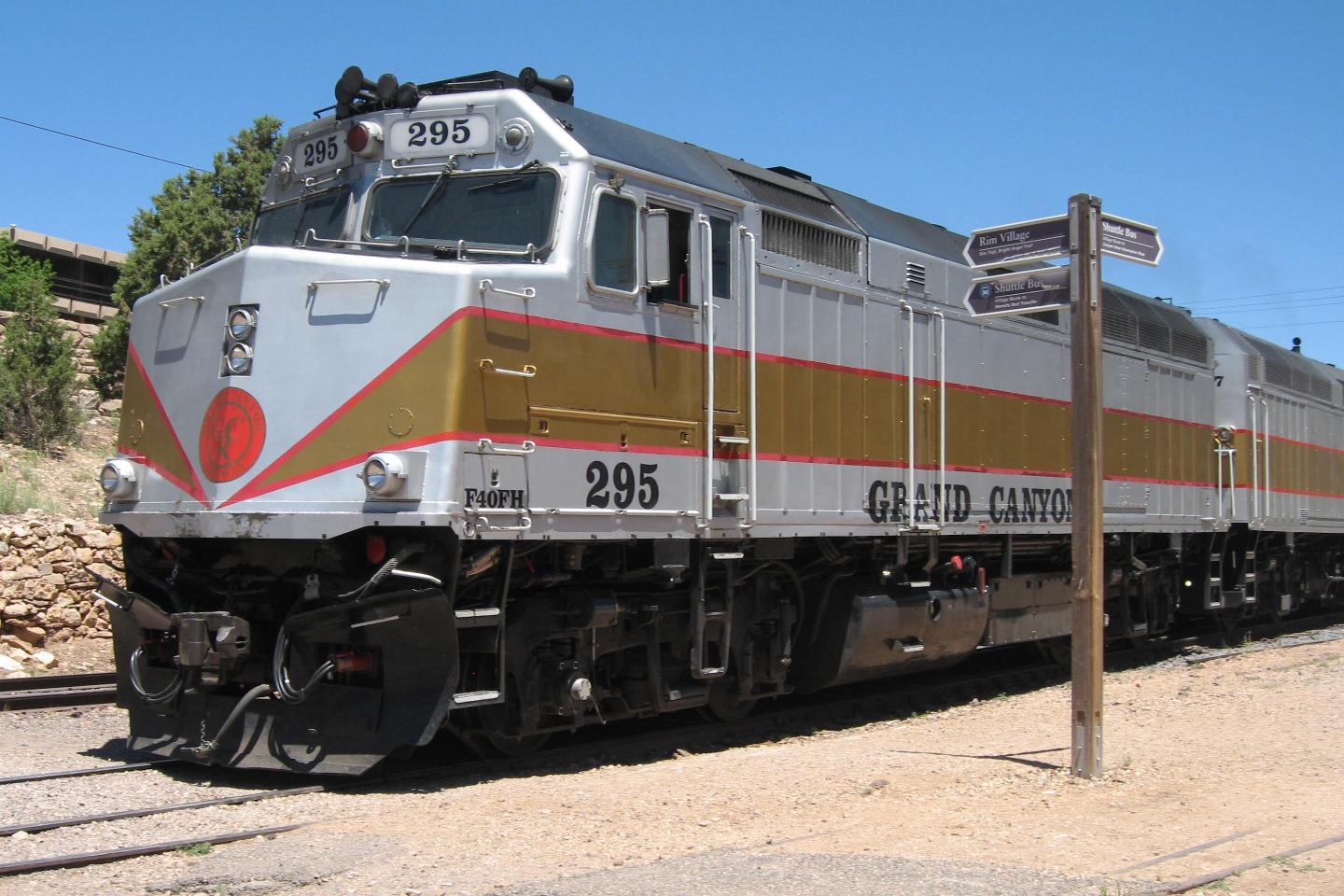
Det dieselelektriska loket GCRX 295 i Grand Canyon Village, 2013